# Hydraecia petasitae
Hydraecia petasitae är en fjärilsart som beskrevs av Carl Reutti 1898. Hydraecia petasitae ingår i släktet Hydraecia och familjen nattflyn. Inga underarter finns listade i Catalogue of Life.